# Centre de recherche sur les ions, les matériaux et la photonique
Le Centre de recherche sur les ions, les matériaux et la photonique, ou CIMAP, est une unité mixte de recherche (UMR 6252) du CEA/DRF/IRAMIS (précédamment CEA/DSM/IRAMIS), du  CNRS/INP, de l'ENSICAEN et de l'Université de Caen Normandie. 
Ses missions sont centrées autour de trois activités : recherche et innovation, accueil des recherches interdisciplinaires au GANIL et enseignement.

## Activité de recherche
Les différentes équipes de recherche du CIMAP sont les suivantes :
- Matière excitée et défauts (physique des collisions, vieillissement des matériaux sous irradiation, nanostructuration par irradiation, chimie sous rayonnement, matériaux du nucléaire, radiobiologie, astrochimie)
  - équipe AMA (Atomes, Molécules et Agrégats)
  - équipe MADIR (MAtériaux, Défauts, IRradiation)
  - équipe SIMUL (SIMULation numérique en physique moléculaire et atomique)
  - équipe ARIA (Accueil et Recherche en Radiobiologie des Ions Accélérés)

- Matériaux et optique (synthèse de matériaux pour les lasers et pour l'émission lumineuse ou la photoélectricité; maîtrise des faisceaux laser; physique des semi-conducteurs)
  - équipe NIMPH (Nanomatériaux, Ions et Métamatériaux pour la PHotonique)
  - équipe OML (Optique, Matériaux et Laser)
  - équipe PM2E (Propriété des Matériaux pour les Économies d’Énergie)

## Activité d’accueil des recherches interdisciplinaires
Accueil des recherches interdisciplinaires auprès des faisceaux du Grand Accélérateur National d’Ions Lourds.
Cette activité est gérée dans le cadre de la plateforme CIRIL qui a pour objectif l’organisation de l’accueil des expérimentateurs extérieurs et la promotion de cette activité autour des ions du GANIL en attirant de nouveaux utilisateurs et en développant des équipements adaptés.

## Activité d’enseignement
Enseignement à l’Université de Caen Normandie et à l’ENSICAEN.

## Personnel du CIMAP
Le CIMAP compte parmi son personnel 30 enseignants-chercheurs de l'Université de Caen Normandie ou de l'ENSICAEN, 21 chercheurs du CNRS ou du CEA et 32 Ingénieurs ou techniciens et plus de 20 doctorants, post-doctorants et visiteurs. Depuis 2014, la directrice du laboratoire est Isabelle MONNET.